# シェルヴィン・ラジャバリ＝ファルディ
シェルヴィン・ラジャバリ＝ファルディ（Shervin Radjabali-Fardi 、1991年5月17日 - ）は、ドイツ・ベルリン出身の元プロサッカー選手。現役時代のポジションは、ディフェンダー(LSB)。

## クラブ経歴
2003年、地元クラブのヘルタ・ベルリンに入団。2008年、フリッツ・ヴァルター・メダルU-17部門で銅メダルを受賞。7月のUEFAカップ 2008-09予選1回戦・FCニストル・オタチ戦でトップチーム初出場。翌シーズンもUEFAヨーロッパリーグ 2009-10のFKヴェンツピルス戦に出場し、フリッツ・ヴァルター・メダルU-19部門で銅メダルを受賞した。しかしブンデスリーガ出場はかなわず、2年半ベンチ生活を送った後、アレマニア・アーヘンに2010–11シーズン終了までレンタルに出された。
アレマニア・アーヘン加入後は2. ブンデスリーガ第19節・カールスルーエSC戦で初出場。一ヶ月後のSCパーダーボルン07戦で初得点を挙げた。シーズン終了後にレンタルが1年延長され、最終的にヘルタに復帰した。
2013年6月、3. リーガのハンザ・ロストックに加入。

## 代表歴
U-15世代からドイツ代表に選ばれている。なお父親がイラン人のためイラン代表として出場する権利も持っている。